# Salvador Mazza (Salta)
Salvador Mazza – miasto w Argentynie, w prowincji Salta, w departamencie General José de San Martín.
Według danych szacunkowych na rok 2010 miejscowość liczyła 18 899 mieszkańców.